# 쉘든 뉴스
쉘든 뉴스 (풀네임 : Sheldon Lynn Neuse, 1994년 12월 10일 ~ )는 일본 프로야구 센트럴 리그 한신 타이거스의 선수이다.
아마추어 시절에 주 포지션은 유격수였으나 프로 입단 후에는 2루수와 3루수를 맡고 있다. 어깨가 강하고 장타력을 갖춘 중장거리형 타자이다.

## 아마추어 경력
2013년 드래프트에서 35라운드 1150순위로 텍사스 레인저스에 지명되었으나 계약을 하지 않고 오클라호마 대학교에 진학했다.
2016년 대학야구 최고의 유격수에게 주어지는 브룩스 월리스상(Brooks Wallace Award)을 수상하였다.

## 프로 경력
2016년 2라운드 58순위로 워싱턴 내셔널스에 입단했다. 2017년 7월 16일 오클랜드 애슬레틱스의 라이언 매드슨, 션 두리틀과 트레이드 되어 블레이크 트라이넨, 헤수스 루자르도등과 함께 워싱턴 내셔널스에서 오클랜드 애슬레틱스로 이적했다.
2019년 8월 30일 뉴욕 양키스와의 경기에서 첫 메이저리그 데뷔를 하였다.
2019년 오클랜드 산하 트리플에이 팀 라스베가스 에비에이터(Las Vegas Aviators)에서 27홈런, 102타점 타율 .317을 기록했다.

## 통산 성적
| 연 도          | 소 속          | 나 이          | 출 장 | 타 석 | 타 수 | 득 점 | 안 타 | 2 루 타 | 3 루 타 | 홈 런 | 타 점 | 도 루 | 도 실 | 볼 넷 | 고 4 | 삼 진 | 타 율 | 출 루 율 | 장 타 율 | O P S | 루 타 | 몸 맞 | 희 번 | 희 플 | 병 살 타 |
| -------------- | -------------- | -------------- | ----- | ----- | ----- | ----- | ----- | ------- | ------- | ----- | ----- | ----- | ----- | ----- | ---- | ----- | ----- | -------- | -------- | ----- | ----- | ----- | ----- | ----- | -------- |
| 2019           | OAK            | 24             | 25    | 61    | 56    | 3     | 14    | 3       | 0       | 0     | 7     | 0     | 0     | 4     | 0    | 19    | .250  | .295     | .304     | .599  | 17    | 0     | 0     | 0     | 2        |
| MLB 통산 : 1년 | MLB 통산 : 1년 | MLB 통산 : 1년 | 25    | 61    | 56    | 3     | 14    | 3       | 0       | 0     | 7     | 0     | 0     | 4     | 0    | 19    | .250  | .295     | .304     | .599  | 17    | 0     | 0     | 0     | 2        |

※ 2019년 시즌 종료 기준